# Vale de Hetch Hetchy

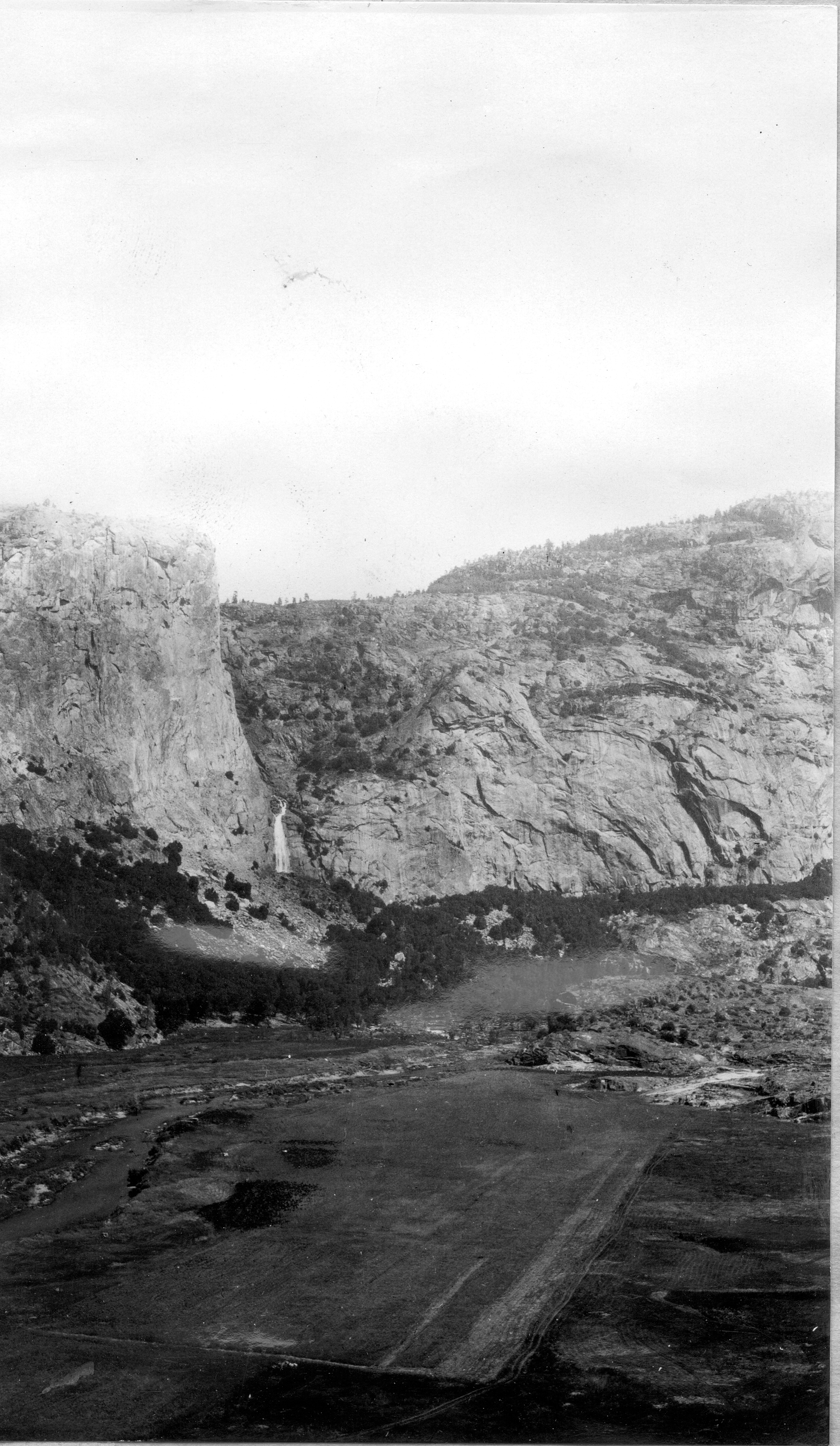
O vale de Hetch Hetchy antes de ser transformado num reservatório.

O Vale de Hetch Hetchy (em inglês:  Hetch Hetchy Valley) é um vale glaciar localizado no Parque Nacional de Yosemite na Califórnia, Estados Unidos.